# Hongrie aux Jeux olympiques d'été de 2016
La Hongrie participe aux Jeux olympiques d'été de 2016 à Rio de Janeiro au Brésil du 5 août au 21 août. Il s'agit de sa 26e participation à des Jeux d'été.

## Médaillés

### Médailles d'or
| Sport              | Discipline                 | Athlète(s)                                                   | Performance        | Date    |
| Médailles d'or : 8 |                            |                                                              |                    |         |
| Canoë-kayak        | K2 500 mètres femmes       | Gabriella Szabó Danuta Kozák                                 | 1 min 43 s 687     | 16 août |
| Canoë-kayak        | K1 500 mètres femmes       | Danuta Kozák                                                 | 1 min 52 s 494     | 18 août |
| Canoë-kayak        | K4 500 mètres femmes       | Gabriella Szabó Danuta Kozák Tamara Csipes Krisztina Fazekas | 1 min 31 s 482     | 18 août |
| Escrime            | Épée féminine individuelle | Emese Szász                                                  | 15-13              | 6 août  |
| Escrime            | Sabre masculin individuel  | Áron Szilágyi                                                | 15-8               | 10 août |
| Natation           | 400 m 4 nages féminin      | Katinka Hosszú                                               | 4 min 26 s 36 (RM) | 6 août  |
| Natation           | 100 mètres dos féminin     | Katinka Hosszú                                               | 58 s 45            | 8 août  |
| Natation           | 200 m 4 nages féminin      | Katinka Hosszú                                               | 2 min 06 s 58 (RO) | 9 août  |

| Sport                  | Discipline                  | Athlète(s)     | Performance  | Date    |
| Médailles d'argent : 3 |                             |                |              |         |
| Escrime                | Épée masculine individuelle | Géza Imre      | 14-15        | 9 août  |
| Natation               | 200 mètres dos féminin      | Katinka Hosszú | 2 min 06 s 5 | 12 août |
| Natation               | 100 m papillon masculin     | László Cseh    | 51 s 14      | 12 août |

| Sport                   | Discipline                 | Athlète(s)                                       | Performance   | Date    |
| Médailles de bronze : 4 |                            |                                                  |               |         |
| Athlétisme              | Lancer du poids féminin    | Anita Márton                                     | 19,87 m       | 12 août |
| Escrime                 | Épée masculine par équipes | Gábor Boczkó Géza Imre András Rédli Péter Somfai | 39-37         | 14 août |
| Natation                | 200 m papillon hommes      | Tamás Kenderesi                                  | 1 min 53 s 62 | 9 août  |
| Natation                | 800 m nage libre féminin   | Boglárka Kapás                                   | 8 min 16 s 37 | 12 août |

| Sport       |   |   |   | Total |
| Natation    | 3 | 2 | 2 | 7     |
| Canoë-kayak | 3 | 0 | 0 | 3     |
| Escrime     | 2 | 1 | 1 | 4     |
| Athlétisme  | 0 | 0 | 1 | 1     |
| Total       | 8 | 3 | 4 | 15    |

| Jour    |   |   |   | Total |
| 6 août  | 2 | 0 | 0 | 2     |
| 7 août  | 0 | 0 | 0 | 0     |
| 8 août  | 1 | 0 | 0 | 1     |
| 9 août  | 1 | 1 | 1 | 3     |
| 10 août | 1 | 0 | 0 | 1     |
| 11 août | 0 | 0 | 0 | 0     |
| 12 août | 0 | 2 | 2 | 4     |
| 13 août | 0 | 0 | 0 | 0     |
| 14 août | 0 | 0 | 1 | 1     |
| 15 août | 0 | 0 | 0 | 0     |
| 16 août | 1 | 0 | 0 | 1     |
| 17 août | 0 | 0 | 0 | 0     |
| 18 août | 1 | 0 | 0 | 1     |
| 19 août | 0 | 0 | 0 | 0     |
| 20 août | 1 | 0 | 0 | 1     |
| 21 août | 0 | 0 | 0 | 0     |

## Athlétisme

### Hommes

#### Course
| Athlètes         | Compétitions     | Série   | Série | Demi-Finales | Demi-Finales | Finale          | Finale  |
| Athlètes         | Compétitions     | Temps   | Rang  | Temps        | Rang         | Temps           | Rang    |
| ---------------- | ---------------- | ------- | ----- | ------------ | ------------ | --------------- | ------- |
| Gabor Jozsa      | Marathon         | NC      | NC    | NC           | NC           | 2 h 23 min 22 s | 87e     |
| Gaspar Csere     | Marathon         | NC      | NC    | NC           | NC           | 2 h 28 min 03 s | 109e    |
| Balázs Baji      | 110 mètres haies | 13 s 52 | 2e    | 13 s 52      | 4e           | Éliminé         | Éliminé |
| Máté Helebrandt  | 20 km marche     | NC      | NC    | NC           | NC           | 1 h 22 min 31 s | 28e     |
| Bence Venyercsan | 50 km marche     | NC      | NC    | NC           | NC           | 4 h 19 min 15 s | 44e     |
| Sandor Racz      | 50 km marche     | NC      | NC    | NC           | NC           | DNF             | /       |
| Miklos Srp       | 50 km marche     | NC      | NC    | NC           | NC           | DSQ             | /       |

#### Concours
| Athlètes       | Compétitions      | Série    | Série | Finale   | Finale |
| Athlètes       | Compétitions      | Résultat | Rang  | Résultat | Rang   |
| -------------- | ----------------- | -------- | ----- | -------- | ------ |
| Zoltán Kővágó  | Lancer du disque  | 63,34 m  | 9e    | 64,50 m  | 7e     |
| Krisztián Pars | Lancer du marteau | 75,49 m  | 4e    | 75,28 m  | 7e     |

### Femmes

#### Course
| Athlètes          | Compétitions | Série | Série | Demi-Finales | Demi-Finales | Finale          | Finale |
| Athlètes          | Compétitions | Temps | Rang  | Temps        | Rang         | Temps           | Rang   |
| ----------------- | ------------ | ----- | ----- | ------------ | ------------ | --------------- | ------ |
| Zsofia Erdelyi    | Marathon     | NC    | NC    | NC           | NC           | 2 h 39 min 04 s | 52e    |
| Krisztina Papp    | Marathon     | NC    | NC    | NC           | NC           | 2 h 42 min 03 s | 65e    |
| Tunde Szabo       | Marathon     | NC    | NC    | NC           | NC           | 2 h 45 min 37 s | 83e    |
| Viktoria Madarasz | 20 km marche | NC    | NC    | NC           | NC           | 1 h 33 min 59 s | 25e    |
| Barbara Kovacs    | 20 km marche | NC    | NC    | NC           | NC           | 1 h 42 min 11 s | 58e    |
| Rita Recsei       | 20 km marche | NC    | NC    | NC           | NC           | 1 h 42 min 41 s | 59e    |

## Aviron
Légende: FA = finale A (médaille) ; FB = finale B (pas de médaille) ; FC = finale C (pas de médaille) ; FD = finale D (pas de médaille) ; FE = finale E (pas de médaille) ; FF = finale F (pas de médaille) ; SA/B = demi-finales A/B ; SC/D = demi-finales C/D ; SE/F = demi-finales E/F ; QF = quarts de finale; R= repêchage

### Hommes
| Athlète                   | Compétition              | Séries        | Séries | Repêchage | Repêchage | Quarts de finale | Quarts de finale | Demi-finales  | Demi-finales | Finale        | Finale |
| Athlète                   | Compétition              | Temps         | Rang   | Temps     | Rang      | Temps            | Rang             | Temps         | Rang         | Temps         | Rang   |
| ------------------------- | ------------------------ | ------------- | ------ | --------- | --------- | ---------------- | ---------------- | ------------- | ------------ | ------------- | ------ |
| Bendegúz Pétervári-Molnár | Skiff hommes             | 7 min 12 s 86 | 2 QF   | exempté   | exempté   | 6 min 52 s 80    | 4 SC/D           | 7 min 18 s 88 | 1 FC         | 6 min 57 s 75 | 14     |
| Adrián Juhász Béla Simon  | Deux sans barreur hommes | 6 min 59 s 28 | 3 SA/B | exemptés  | exemptés  | NC               | NC               | 6 min 29 s 12 | 4 FB         | 7 min 03 s 34 | 9      |

## Badminton
| Athlète      | Compétition  | Phase de groupes             | Phase de groupes          | Phase de groupes | Phase de groupes | 1/8 de finale    | Quarts de finale | Demi-finales     | Finale           | Finale   |
| Athlète      | Compétition  | Adversaire Score             | Adversaire Score          | Adversaire Score | Rang             | Adversaire Score | Adversaire Score | Adversaire Score | Adversaire Score | Rang     |
| ------------ | ------------ | ---------------------------- | ------------------------- | ---------------- | ---------------- | ---------------- | ---------------- | ---------------- | ---------------- | -------- |
| Laura Sárosi | Simple dames | battue par Sindhu 8-21, 9-21 | battue par Li 11-21, 8-21 | NC               | 3e Gr. M         | Éliminée         | Éliminée         | Éliminée         | Éliminée         | Éliminée |

## Cyclisme

### VTT
| Athlète | Compétition              | Temps | Rang |
| ------- | ------------------------ | ----- | ---- |
|         | Cross-country VTT hommes |       |      |

## Escrime
| Athlète                                              | Compétition       | 1/32 de finale        | 1/16 de finale       | 1/8 de finale         | Quarts de finale       | Demi-finales        | Match pour la médaille de bronze Matchs de classement 5-8 | Match pour la médaille de bronze Matchs de classement 5-8 | Finale           | Finale                              |
| Athlète                                              | Compétition       | Adversaire Score      | Adversaire Score     | Adversaire Score      | Adversaire Score       | Adversaire Score    | Adversaire Score                                          | Rang                                                      | Adversaire Score | Rang                                |
| ---------------------------------------------------- | ----------------- | --------------------- | -------------------- | --------------------- | ---------------------- | ------------------- | --------------------------------------------------------- | --------------------------------------------------------- | ---------------- | ----------------------------------- |
| Gábor Boczkó                                         | Épée individuelle | NC                    | Bouzaid (SEN) 15-9   | Imre (HUN) 8-15       | DNA                    | DNA                 | DNA                                                       | DNA                                                       | DNA              | 13e                                 |
| Géza Imre                                            | Épée individuelle | NC                    | Rodriguez (COL) 15-8 | Boczkó (HUN) 15-8     | Novosjolov (EST) 15-9  | Grumier (FRA) 15-13 | DNA                                                       | DNA                                                       | Park (KOR) 14-15 | Médaille d'argent, Jeux olympiques  |
| András Rédli                                         | Épée individuelle | al-Shatti (IOA) 14-13 | Borel (FRA) 9-15     | DNA                   | DNA                    | DNA                 | DNA                                                       | DNA                                                       | DNA              | 28e                                 |
| Gábor Boczkó Géza Imre András Rédli Péter Somfai (R) | Épée par équipes  | NC                    | NC                   | NC                    | Corée du Sud 45-42     | France 40-45        | Ukraine 39-37                                             | DNA                                                       | DNA              | Médaille de bronze, Jeux olympiques |
| Tamás Decsi                                          | Sabre individuel  | NC                    | Kovalev (RUS) 10-15  | DNA                   | DNA                    | DNA                 | DNA                                                       | DNA                                                       | DNA              | 26e                                 |
| Áron Szilágyi                                        | Sabre individuel  | NC                    | Ayala (MEX) 15-9     | Buikevich (BLR) 15-12 | Dolniceanu (ROU) 15-10 | Kim (KOR) 15-12     | DNA                                                       | DNA                                                       | Homer (USA) 15-8 | Médaille d'or, Jeux olympiques      |

| Athlète      | Compétition        | 1/32 de finale   | 1/16 de finale               | 1/8 de finale          | Quarts de finale | Demi-finales     | Match pour la médaille de bronze Matchs de classement 5-8 | Match pour la médaille de bronze Matchs de classement 5-8 | Finale               | Finale                         |
| Athlète      | Compétition        | Adversaire Score | Adversaire Score             | Adversaire Score       | Adversaire Score | Adversaire Score | Adversaire Score                                          | Rang                                                      | Adversaire Score     | Rang                           |
| ------------ | ------------------ | ---------------- | ---------------------------- | ---------------------- | ---------------- | ---------------- | --------------------------------------------------------- | --------------------------------------------------------- | -------------------- | ------------------------------ |
| Emese Szász  | Épée individuelle  | NC               | Beljajeva (EST) 15-11        | Kang (KOR) 15-11       | Sato (JPN) 15-4  | Rembi (FRA) 10-6 | DNA                                                       | DNA                                                       | Fiamingo (ITA) 15-13 | Médaille d'or, Jeux olympiques |
| Edina Knapek | Fleuret individuel | NC               | Liu (CHN) 9-15               | DNA                    | DNA              | DNA              | DNA                                                       | DNA                                                       | DNA                  | 19e                            |
| Aida Mohamed | Fleuret individuel | NC               | Van Erven Garcia (COL) 15-12 | Deriglazova (RUS) 6-15 | DNA              | DNA              | DNA                                                       | DNA                                                       | DNA                  | 14e                            |
| Anna Márton  | Sabre individuel   | NC               | Benítez (VEN) 15-14          | Brunet (FRA) 12-15     | DNA              | DNA              | DNA                                                       | DNA                                                       | DNA                  | 10e                            |

## Natation
| Athlète           | Épreuve        | Séries        | Séries | Demi-finales | Demi-finales | Finale        | Finale                         |
| Athlète           | Épreuve        | Temps         | Rang   | Temps        | Rang         | Temps         | Rang                           |
| ----------------- | -------------- | ------------- | ------ | ------------ | ------------ | ------------- | ------------------------------ |
| Liliána Szilágyi  | 100 m papillon | 57 s 70       | 9e Q   | 58 s 31      | 12e          | Éliminée      | Éliminée                       |
| Katinka Hosszú    | 400 m 4 nages  | 4 min 28 s 58 | 1re Q  | NC           | NC           | 4 min 26 s 36 | Médaille d'or, Jeux olympiques |
| Zsuzsanna Jakabos | 400 m 4 nages  | 4 min 38 s 52 | 13e    | NC           | NC           | Éliminée      | Éliminée                       |

| Athlète         | Épreuve       | Séries        | Séries | Demi-finales | Demi-finales | Finale  | Finale  |
| Athlète         | Épreuve       | Temps         | Rang   | Temps        | Rang         | Temps   | Rang    |
| --------------- | ------------- | ------------- | ------ | ------------ | ------------ | ------- | ------- |
| Gergely Gyurta  | 400 m 4 nages | 4 min 14 s 81 | 11e    | NC           | NC           | Éliminé | Éliminé |
| Dávid Verrasztó | 400 m 4 nages | 4 min 15 s 04 | 12e    | NC           | NC           | Éliminé | Éliminé |
| Péter Bernek    | 400 m libre   | 3 min 48 s 58 | 21e    | NC           | NC           | Éliminé | Éliminé |
| Gergő Kis       | 400 m libre   | 3 min 54 s 15 | 38e    | NC           | NC           | Éliminé | Éliminé |
| Dániel Gyurta   | 100 m brasse  | 1 min 00 s 26 | 16e    | Éliminé      | Éliminé      | Éliminé | Éliminé |

## Water-polo

### Tournoi masculin
L'équipe de Hongrie de water-polo masculin se qualifie pour les Jeux en terminant dans le top 4 du tournoi de qualification olympique en avril 2016.

### Tournoi féminin
L'équipe de Hongrie de water-polo féminin se qualifie pour les Jeux en remportant le Championnat d'Europe de water-polo féminin 2016.